# Honeydripper
Pour plus de détails, voir Fiche technique et Distribution.
Honeydripper est un film américain réalisé par John Sayles, sorti en 2007.

## Synopsis
En Alabama, en 1950, Tyrone « Pine Top » Purvis, gérant d'un club de blues, recrute Sonny Blake et sa guitare électrique.

## Fiche technique
- Titre : Honeydripper
- Réalisation : John Sayles
- Scénario : John Sayles
- Musique : Mason Daring
- Photographie : Dick Pope
- Montage : John Sayles
- Production : Maggie Renzi
- Société de production : Anarchist's Convention Films et Honeydripper Films
- Société de distribution : Emerging Pictures (États-Unis)
- Pays de production :  États-Unis
- Genre : Drame, historique et film musical
- Durée : 124 minutes
- Date de sortie : 
  - États-Unis : 28 décembre 2007

## Distribution
- Danny Glover : Tyrone Purvis
- LisaGay Hamilton : Delilah
- Yaya DaCosta : China Doll
- Charles S. Dutton : Maceo
- Vondie Curtis-Hall : Slick
- Gary Clark Jr. : Sonny Blake
- Mable John : Bertha Mae
- Stacy Keach : le shérif Pugh
- Nagee Clay : Scratch
- Absalom Adams : Lonnie
- Arthur Lee Williams : Metalmouth Sims
- Ruben Santiago-Hudson : Stokely
- Davenia McFadden : Nadine
- Daryl Edwards : Shack Thomas
- Sean Patrick Thomas : Dex
- Eric L. Abrams : Ham
- Kel Mitchell : Junebug
- Keb' Mo' : Possum
- Tom Wright (en) : Cool Breeze
- Donnie L. Betts : M. Simmons
- John Sayles : Zeke
- Mary Steenburgen : Amanda Winship
- Brian D. Williams : Luther
- Santana Shelton : Opal
- Danny Vinson : le juge Gatlin
- Brent Jennings : Ned
- Albert Hall : le révérend Cutlip
- Ronald McCall : King
- Eddie Mallard III : Nat
- Stephan Hundley : Henry jeune

## Accueil
Le film a reçu un accueil favorable de la critique. Il obtient un score moyen de 68 % sur Metacritic.